# Might and Magic III: Isles of Terra
Might and Magic III: Isles of Terra este al treilea joc video de rol pentru calculator din seria Might and Magic, lansat în anul 1991 pentru diferite platforme de către firma New World Computing.

## Poveste
După evenimentele din Might and Magic II, Sheltem ajunge pe planeta pe care a fost menit să fie gardian, Terra. Acolo, un grup de aventurieri găsesc Shikbath Zera, nava spațială care s-a prăbușit pe Terra. În ea îi găsesc pe Sheltem și pe Corak luptându-se și din greșeală îi distrag atenția lui Corak în timp ce îi era pe cale să-l omoare pe Sheltem, permițându-i lui Sheltem să se ferească de lovitura lui Corak și să zboare de pe planetă într-o capsulă de evacuare. Corak ia imediat o altă capsulă să îl urmărească către următoare lume în care se va duce (care în următorul joc se dovedește a fi XEEN) și le zice aventurierilor să ia și ei una și să îi urmeze. Ei îl ascultă, iar nava lor ajunge în atmosfera din XEEN, însă nava lor ajunge să treacă prin atmosferă, neajungând pe XEEN. Nava aventurierilor ajunge la un moment dat pe planeta Enroth, în continentul Antagarich, iar ei ajung să joace un rol important în Might and Magic VII: For Blood and Honor.